# Uroczysko Kupały
Uroczysko Kupały (Park Leśny Kupały) – enklawa leśna Puszczy Wkrzańskiej wchodząca w skład lasów miejskich Szczecina, położona w północnej części miasta (Gocław i Bukowo) na stokach Wzgórz Warszewskich opadających tu stromo ku Dolinie Dolnej Odry.
Teren uroczyska jest zalesiony, gdzie głównie dominuje buczyna, z licznymi wzgórzami poprzecinanymi dolinami niewielkich potoków, z których największe to Glinianka i Osiniec. Nazwane wzgórza to: Zielone Wzgórze (na szczycie Wieża Gocławska) i Leśne Wzgórze (pozostałości budynku restauracji). Na bezleśnym Wzgórzu Gajowym przy ul.Górskiej - punkt widokowy na Odrę, jezioro Dąbie i Wzgórza Bukowe. Przez uroczysko przechodzi  Szlak Gocławski. U podnóża nad Odrą zlokalizowane są: przystań żeglarska "Marina Gocław", hotel i restauracja "Jachtowa" oraz pętla tramwajowa "Gocław". 

## Galeria

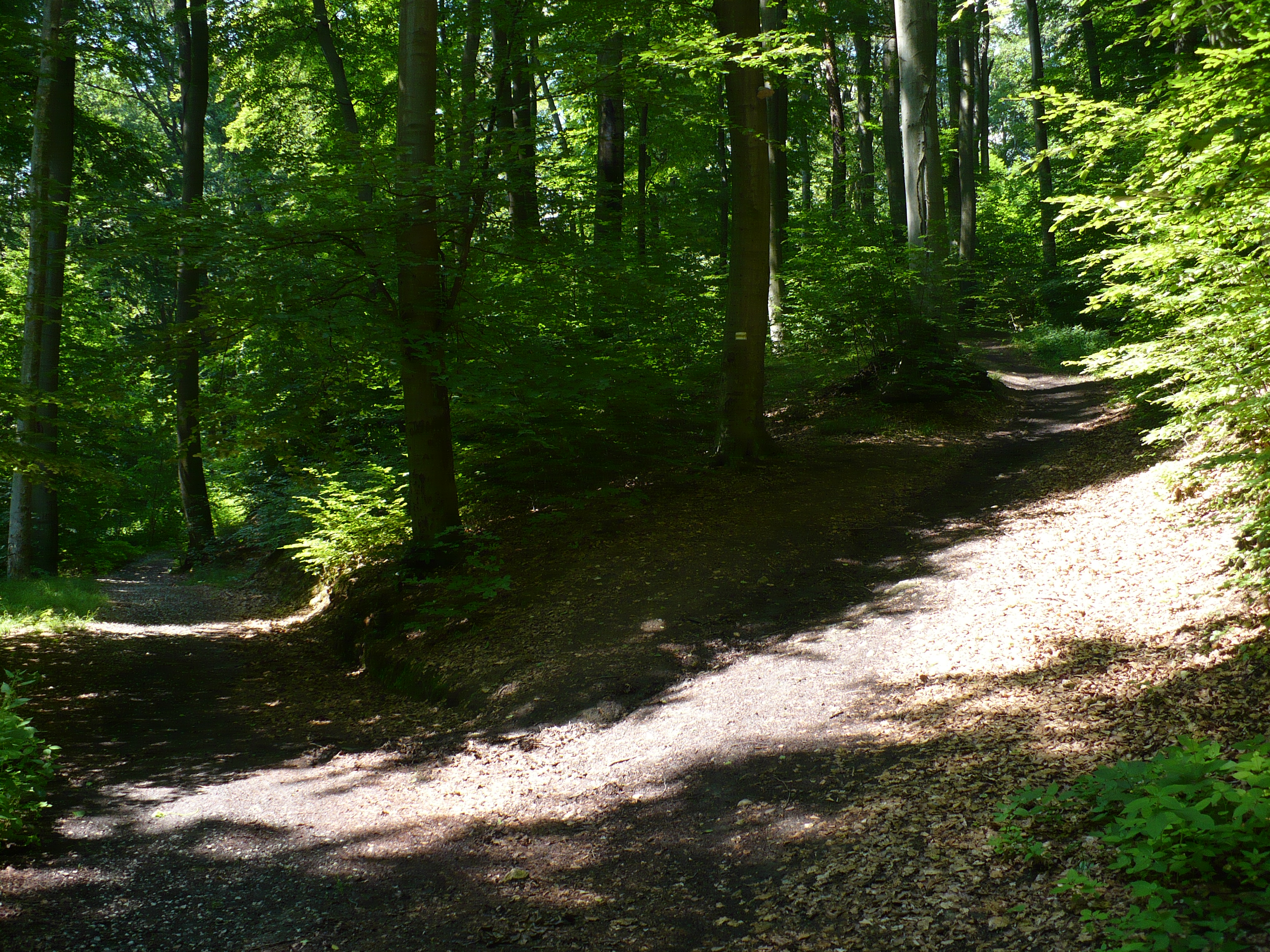
Dolina Glinianki - Szlak Gocławski
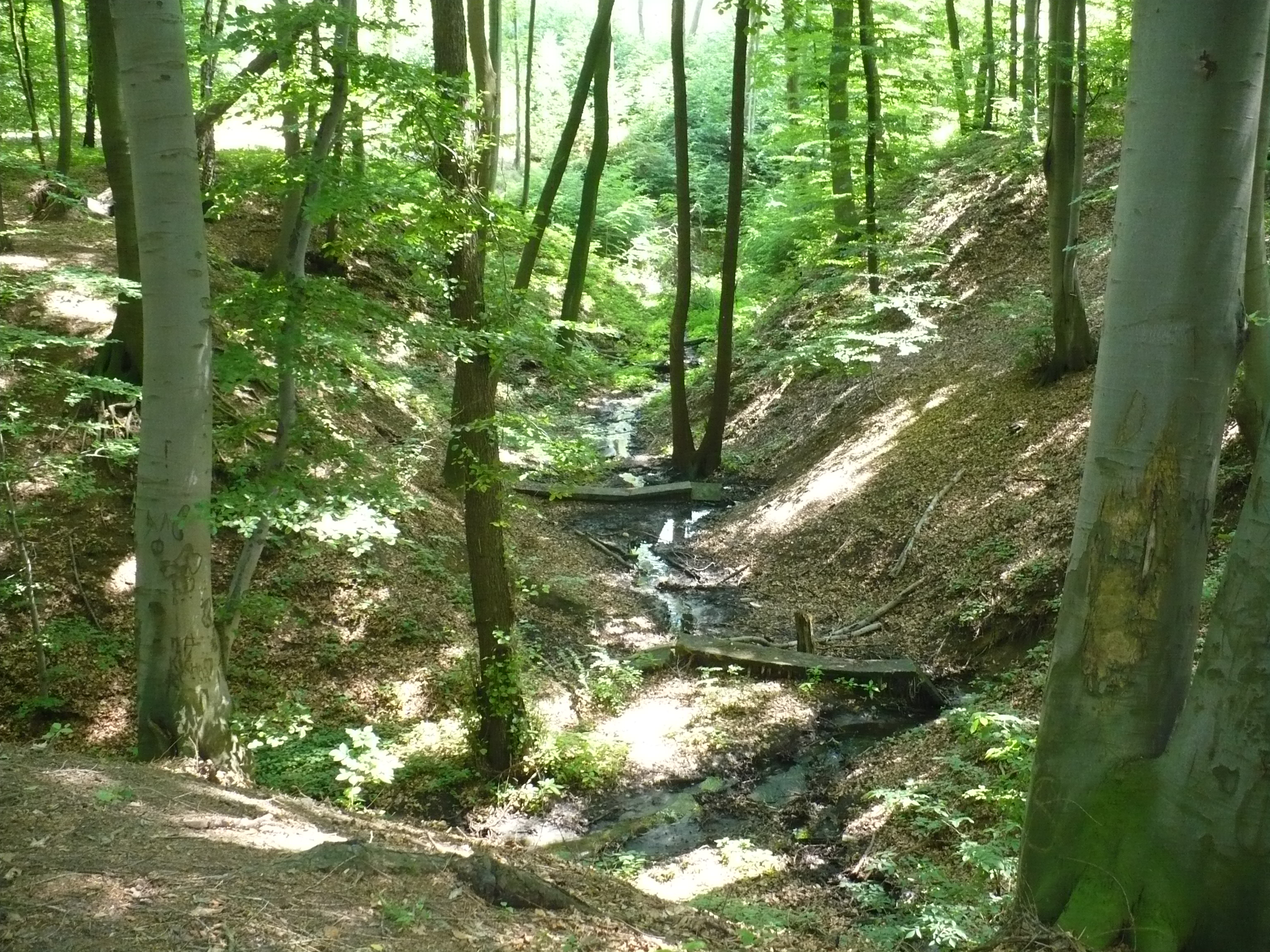
Dolina Osińca
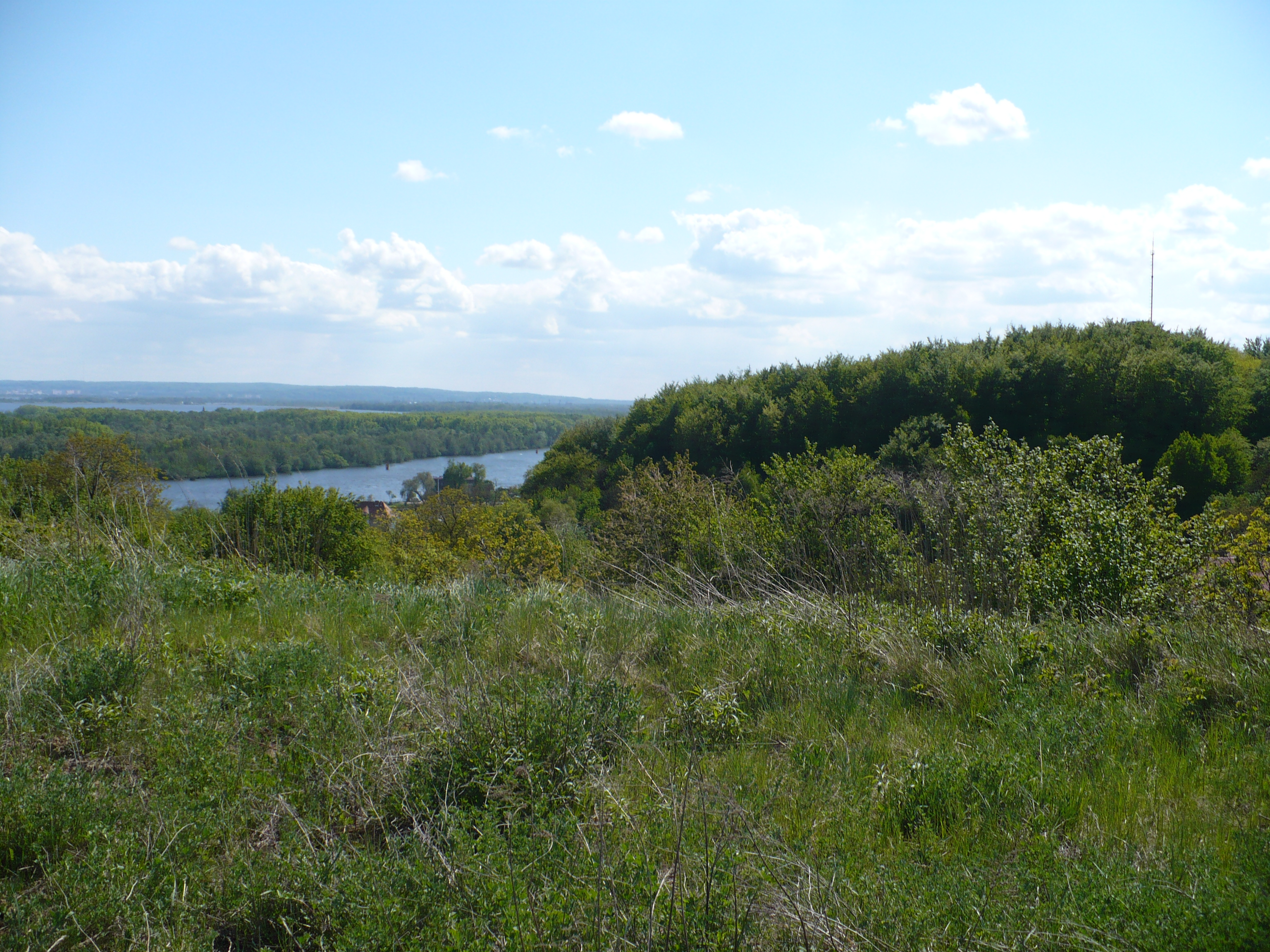
Wzgórze Gajowe (dalej po prawej Zielone Wzgórze)